# Ван Сіньюй
Ван Сіньюй (кит.: 王欣瑜) — китайська тенісистка, чемпіонка Франції 2023 у парному розряді.

## Значні фінали

### Фінали турнірів Великого шолома

#### Парний розряд: 1 титул
| Результат | Рік  | Турнір      | Поверхня | Партнер  | Супротивники                    | Рахунок            |
| --------- | ---- | ----------- | -------- | -------- | ------------------------------- | ------------------ |
| Перемога  | 2023 | French Open | Грунт    | Сє Шувей | Лейла Фернандес Тейлор Таунсенд | 1–6, 7–6(7–5), 6–1 |

## Юніорські фінали турнірів Великого шолома

### Парний розряд: 2 титули
| Результат | Рік  | Турнір          | Поверхня | Партнер    | Супротивники                | Рахунок             |
| --------- | ---- | --------------- | -------- | ---------- | --------------------------- | ------------------- |
| Перемога  | 2018 | Australian Open | Хард     | Лян Еньшуо | Віолет Апіса Лулу Сун       | 7–6(4), 4–6, [10–5] |
| Перемога  | 2018 | Wimbledon       | Трава    | Ван Сіюй   | Кеті Макнеллі Вітні Осуїгве | 6–2, 6–1            |

## Фінали турнірів WTA

### Одиночний розряд: 1 (1 поразка)
| Легенда                      |
| ---------------------------- |
| Турніри Великого шлему (0–0) |
| Турніри WTA 1000 (0–0)       |
| Турніри WTA 500 (0–1)        |
| Турніри WTA 250 (0–0)        |

| Фінали за покриттям |
| ------------------- |
| Тверде (0–0)        |
| Ґрунт (0–0)         |
| Трава (0–1)         |

| Фінали за умовами    |
| -------------------- |
| Відкритий корт (0–1) |
| Закритий корт (0–0)  |

| Результат | В-П | Дата     | Турнір                 | Категорія | Покриття | Опонент             | Рахунок              |
| --------- | --- | -------- | ---------------------- | --------- | -------- | ------------------- | -------------------- |
| Поразка   | –   | Чер 2025 | German Open, Німеччина | WTA 500   | Трава    | Маркета Вондроушова | 7–6(12–10), 4–6, 6–2 |

### Парний розряд: 7 (3 титули)
| Легенда          |
| ---------------- |
| Grand Slam (1–0) |
| WTA 1000 (0-0)   |
| WTA 500 (1-0)    |
| WTA 250 (2–5)    |

| За поверхнею |
| ------------ |
| Хард (2–5)   |
| Грунт (1–0)  |
| Трава (1–0)  |
| Килим (0–0)  |

| Результат | В–П | Дата     | Турнір                          | Статус        | Поверхня   | Партнер       | Супротивники                       | Рахунок            |
| --------- | --- | -------- | ------------------------------- | ------------- | ---------- | ------------- | ---------------------------------- | ------------------ |
| Перемога  | 1–0 | Вер 2019 | Jiangxi International, China    | International | Хард       | Чжу Лінь      | Пен Шуай Чжан Шуай                 | 6–2, 7–6(7–5)      |
| Перемога  | 2–0 | Жов 2021 | Courmayeur Open, Italy          | WTA 250       | Хард (з)   | Чжен Сайсай   | Ері Ходзумі Zhang Shuai            | 6–4, 3–6, [10–5]   |
| Поразка   | 2–1 | Лис 2021 | Ladies Linz, Austria            | WTA 250       | Хард (з)   | Zheng Saisai  | Натела Дзаламідзе Камілла Рахімова | 4–6, 2–6           |
| Поразка   | 2–2 | Лют 2022 | Abierto Zapopan, Mexico         | WTA 250       | Хард       | Zhu Lin       | Кейтлін Крістіан Лідія Морозова    | 5–7, 3–6           |
| Поразка   | 2–3 | Лют 2023 | Hua Hin Championships, Thailand | WTA 250       | Хард       | Zhu Lin       | Чжань Хаоцін У Фансьєнь            | 1–6, 6–7(6–8)      |
| Поразка   | 2–4 | Лют 2023 | Merida Open, Mexico             | WTA 250       | Хард       | Wu Fang-hsien | Кеті Макнеллі Діан Паррі           | 0–6, 5–7           |
| Перемога  | 3–4 | Jun 2023 | French Open, France             | Grand Slam    | Ґрунт      | Сє Шувей      | Лейла Фернандес Тейлор Таунсенд    | 1–6, 7–6(7–5), 6–1 |
| Перемога  | 4–4 | Чер 2024 | German Open, Німеччина          | WTA 500       | Трава      | Чжен Сайсай   | Чжань Хаоцін Вероніка Кудерметова  | 6–2, 7–5           |
| Поразка   | 4–5 | Лют 2025 | Singapore Open, Сінгапур        | WTA 250       | Тверде (i) | Чжен Сайсай   | Дезіре Кравчик Джуліана Ольмос     | 5–7, 0–6           |